# 二等兵
二等兵（にとうへい）は、軍隊の階級の一。兵の最下級であり、すなわち軍人の最下級である。士官学校等の幹部養成を経ない場合は、多くの場合ここからの階級になる。

## 日本

### 帝国陸軍
大日本帝国陸軍では、現役兵として入営したものは、入営したその日から特に辞令を用いずして各兵科の区分により第三級の兵卒を命じられたものとみなされた。兵卒の等級は上等兵、一等卒、二等卒であったので、入営したばかりの兵卒は、兵科ごとに歩兵二等卒、騎兵二等卒などになった。
明治期においては在営期間は三年で、入営して半年間は生兵（せいへい）と呼ばれた。海軍は期間が来れば、原則として全員が等しく昇進したが、陸軍においては選抜制がとられた。
そのため、在営二年目の二等卒や、在営三年目の二等卒も存在したのである。同時に、二年兵の上等兵と、三年兵の上等兵も並存することになった。
大正時代、在営期間が2年間となって以降、二等卒（昭和三年以後に二等兵に改称）は「初年兵」ともよばれ、全員が概ね第2期検閲後の半年後（初期には1年後）には一等兵に進級するシステムに改められた。また、翌年新たに初年兵が入営すると、かつての初年兵は同じように新兵の指導に当たった。
二等卒である期間は、時期によって異なり、日清戦争の頃では木口小平喇叭手は入営してから1年半程度経過して、戦死の時点では歩兵二等卒であった。

### 帝国海軍
大日本帝国海軍では、1942年の改正でそれまでの四等水兵・三等水兵・二等水兵・一等水兵の4階級が二等水兵・一等水兵・上等水兵・水兵長の4階級にシフトしているため「二等水兵」には2通りの意味がある。
海軍は入営した兵を海兵団でまとめて教育しており、1942年の改正前はこの段階の新兵を四等水兵としていた。新兵は海兵団の教育が終わると三等水兵になって部隊に配属され、1年程度勤務した段階で二等水兵に進級する。したがってこの時期の二等水兵はある程度任務に熟練した兵を意味することになる。優秀な兵は海兵団入団から、最短で二年半で善行章無しの一等水兵に進級する。しかし過去に事故を起こした者や、勤務態度や成績が不良の者は、善行章を付与されるも（兵役が3年を経過しても）二等水兵のままであった。これを「楽長」と俗称する。（軍楽隊は進級の速度が遅いために、このあだ名がついた。）海軍の場合、徴兵は3年で満期除隊になるので、楽長はすべて志願兵である。中には善行章を二本も付与されているにもかかわらず、（すなわち6年も兵役に就いているにもかかわらず）一等水兵のままという者も存在した。（極めて稀には善行章二本の二等兵や善行章三本の一等兵も存在したらしい。）これを「善ツー」と俗称し、下級兵からは恐怖の的であったという。海軍志願兵の兵役年数は5年であるから、「善ツー」になるためには再役を志願するか、術科学校の普通科課程を卒業している必要がある。（注・術科学校の普通科課程を卒業すると、自動的に4年間の服務延期が義務付けられる。）術科学校の普通科課程を経た者は、ほぼ間違いなく下士官に任官するので、「善ツー」の多くは人物に問題があり、勉強嫌いの傾向があったという。1942年の改正後の二等水兵はそれ以前の四等兵、すなわち教育中の新水兵のことである。略称で二水と呼ばれることもあった。

### 自衛隊
自衛隊では2士（2等陸士・2等海士・2等空士）が二等兵に相当する。

## 各国の呼称
旧日本軍の二等兵に相当する階級に次のものがある。

### アメリカ合衆国
- 陸軍：Private（プライベート）
　陸軍では一等兵と二等兵の俸給は異なるものの階級呼称は同じ。かつて封建領主が「私的」に兵を集めていた名残としてプライベートと呼ばれる。
- 海軍：Seaman Recruit（シーマン リクルート）
- 海兵隊：Private
- 空軍：Airman Basic（エアマン ベイシック）

### イギリス
- 海軍：Junior Rating（ジュニア・レイティング）
　1999年4月1日に廃止された。現在は、新兵 (New Entrant)（ニュー・エントラント） は階級を指定されない。
- 海兵隊：Marine（マリーン）
　1999年4月1日に一等兵と二等兵が統合され、Junior Marine も廃止された。
- 陸軍：Private (Class 4)（プライベート）
- 空軍：Aircraftman（エアクラフトマン）

### フランス
- 陸軍：Soldat de 2e classe（ソルダ・ド・ドゥーズィエム・クラス）[注釈 1]
　ただし、外人部隊の二等兵は伝統的にLégionnaire（レジオネール、軍団の兵）と呼ばれる。
- 海軍：Matelot（マテロット）
- 空軍：Aviateur de 2e classe（アビアテュール・ド・ドゥーズィエム・クラス）[注釈 1]
- 国家憲兵：Gendarme-adjoint（ジャンダルム・アドジョワン、憲兵補）